# 明日、僕は君に会いに行く。
「明日、僕は君に会いに行く。」（あした、ぼくはきみにあいにいく。）は、ワカバの楽曲。同グループ6枚目のシングルとして2011年5月11日にLantisから発売された。

## 概要
前作「あかり」から約6ヶ月ぶりのリリースであり、2011年1枚目のシングル。
表題曲「明日、僕は君に会いに行く。」は、テレビアニメ『世界一初恋』、インターネットラジオ『世界一初恋 〜WEBラジオの場合〜』のエンディングテーマとして使用されている。テレビアニメの主題歌として起用されるのは4枚目のシングル「ZEROからはじめるストーリー」以来。なお、1枚のシングル曲に複数のタイアップ起用が行われたのは初。楽曲イメージは「初恋」であり、アニメの世界観とリンクする純粋な恋愛ソングになっている。作詞、作曲を行う時に『世界一初恋』の原作を読み、恋する気持ちを自分に置き換えて詞を書いたという。なお、本曲は恋愛の歌というコンセプトに「優しさ」という感情を表現していきたかったので、レコーディング時は強い感情を表現するのではなく優しい感情を表現して唄入れを行ったという。曲も「爽やかな風」や「優しい風」をイメージしたと語っている。また、略称は「明日僕」である。
既存の楽曲と同様に作詞、作曲はグループメンバーが、編曲は吉田明広が手掛けている。また、発売レーベルが自身の所属レーベル『喝采』からではないのは本作が初。

## チャート成績
2011年5月21日放送分のCOUNT DOWN TVでは74位を獲得した。同チャートへのランクインは前作「あかり」から2作連続。2011年5月18日付の超!アニメロ週間着うたフルチャートで7位を獲得。同チャートのランクインは初。

## 批評
CDジャーナルは、「甘酸っぱい恋に落ちたティーンエイジャーを思わせる、切なさや想い出などの感情を描いた詞が印象的であり、青春時代を思い出させるメロディになっている。」と批評した。

## 収録曲
（全作詞・作曲：ワカバ、編曲：吉田明広）
1. 明日、僕は君に会いに行く。 [4:09]
  - テレビアニメ『世界一初恋』エンディングテーマ
2. チャッチャッ チャチャチャ [3:57]
3. 明日、僕は君に会いに行く。（off vocal）
4. チャッチャッ チャチャチャ（off vocal）

## 収録アルバム
| 曲名                       | 収録アルバム | 発売日        | 備考                        |
| -------------------------- | ------------ | ------------- | --------------------------- |
| 明日、僕は君に会いに行く。 | Atlas        | 2011年5月25日 | 8枚目のオリジナルアルバム。 |

### コンピレーション・アルバム
| 曲名                       | 発売日         | 収録アルバム                                       | 備考                                                                             |
| -------------------------- | -------------- | -------------------------------------------------- | -------------------------------------------------------------------------------- |
| 明日、僕は君に会いに行く。 | 2011年12月21日 | 世界一初恋・世界一初恋2 オリジナルサウンドトラック | テレビアニメ『世界一初恋』、『世界一初恋2』のサウンドトラック。 TVサイズで収録。 |